# Rhyparochromidae

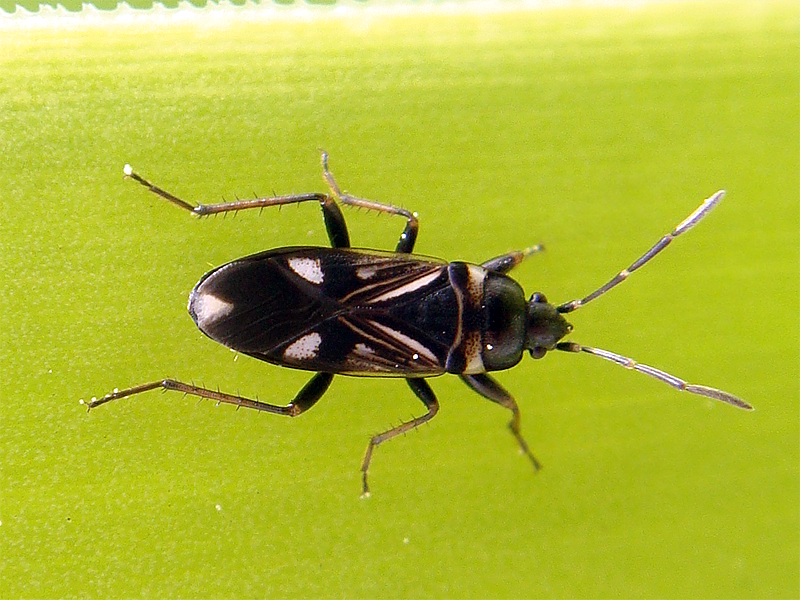
Raglius alboacuminatus

Rhyparochromidae (лат.) — семейство наземных клопов из надсемейства Lygaeoidea. Встречаются повсеместно. Более 1800 видов.

## Описание
Форма тела продолговато-овальная или вытянутая, как правило, коричневого цвета. Оцеллии и трихоботрии развиты. Усики и лабиум 4-члениковые. Бёдра передних ног утолщены и часто вооружены шипиками. Третий брюшной шов перед боковыми краями брюшка загибается вперёд (не достигая этих краёв) и поворачивает назад, идя вдоль бокового края. Обитают в лесной подстилке, в детрите под растениями. Многоядны, питаются в основном семенами.

## Систематика
2 подсемейства (Rhyparochrominae, Plinthisinae), 14 триб, 368 родов и более 1800 видов. Ранее Rhyparochromidae рассматривалось в качестве подсемейства в составе семейства Lygaeidae. Таксон был впервые выделен в 1843 году французскими энтомологами Amyot (1775—1866) и Жаном Гийомом Одине-Сервилем (1799—1858).
Триба Drymini Stål, 1872
- Appolonius
- Eremocoris
- Salaciola
- Sinierus
- Stilbocoris

Триба Lethaeini Stål, 1872
- Lamproceps
- Neolethaeus

Триба Antillocorini Ashlock, 1964
- Botocudo
- Cligenes

Триба Cleradini Stal, 1874
- Clerada Signoret, 1862
- Pactye Stal, 1865
- Panchaea Stål, 1865
- Reclada White, 1878

Триба Gonianotini Stål, 1872
- Gonianotus Fieber, 1860

Триба Stygnocorini Gulde, 1937
- Acompus Fieber, 1860
- Esuridea Reuter, 1890
- Hyalochilus Fieber, 1860
- Lasiosomus Fieber, 1860
- Margareta White, 1878
- Stygnocoris Douglas & Scott, 1865
- Stygnocorisella Hoberlandt, 1965

Триба Udeocorini
Триба Rhyparochromini Amyot & Serville, 1843
- Dieuches
- Graphoraglius
- Naphiellus
- Naphius
- Poeantius
- Raglius
- Rhyparochromus
  - Xanthochilus

Триба Ozophorini
- Ozophora

Триба Myodochini Blanchard, 1845
- Cholula
- Heraeus
- Neocattarus
- Pachybrachius
- Pseudopamera

Триба Megalonotini J. A. Slater, 1957
- Allocentrum
- Polycrates

Триба Plinthisini
- Plinthisus

Триба Udeocorini
- Udeocoris